# 北水苦荬
北水苦荬（学名：Veronica anagallis-aquatica）为車前草科婆婆纳属下的一个种。

## 扩展阅读
- 維基物種上的相關：北水苦荬